# Hypericum hartwegii
Hypericum hartwegii là một loài thực vật có hoa thuộc họ Clusiaceae.
Loài này chỉ có ở Ecuador.